# 克羅地亞鰍
克羅地亞鰍為輻鰭魚綱鯉形目鰍科的其中一種，被IUCN列為極危保育類動物，分布於歐洲克羅埃西亞淡水流域，棲息在底層水域，生活習性不明。

## 扩展阅读
維基物種上的相關：克羅地亞鰍